# St John's Town of Dalry
St John's Town of Dalry är en by i civil parish Dalry, i kommun Dumfries and Galloway, i Skottland. Byn är belägen 5 km från New Galloway. Byn hade 432 invånare år 1971.